# Ian Williams (musicien)
Pour les articles homonymes, voir Ian Williams.
Ian Williams, né en 1970 à Johnstown (Pennsylvanie), est un guitariste de rock américain.
Son jeu est surtout connu pour son approche singulière du jeu de tapping, ainsi que l'utilisation abondante d'effets. Sur scène, il lui arrive également de s'accompagner avec un clavier, chaque main jouant d'un instrument.
Membre de deux groupes pionniers du math rock, Don Caballero et l'avant-gardiste Storm & Stress, il est actuellement membre de Battles.
Williams a également fait une courte apparition dans le film High Fidelity (2000).